# جیانگ تیانیی

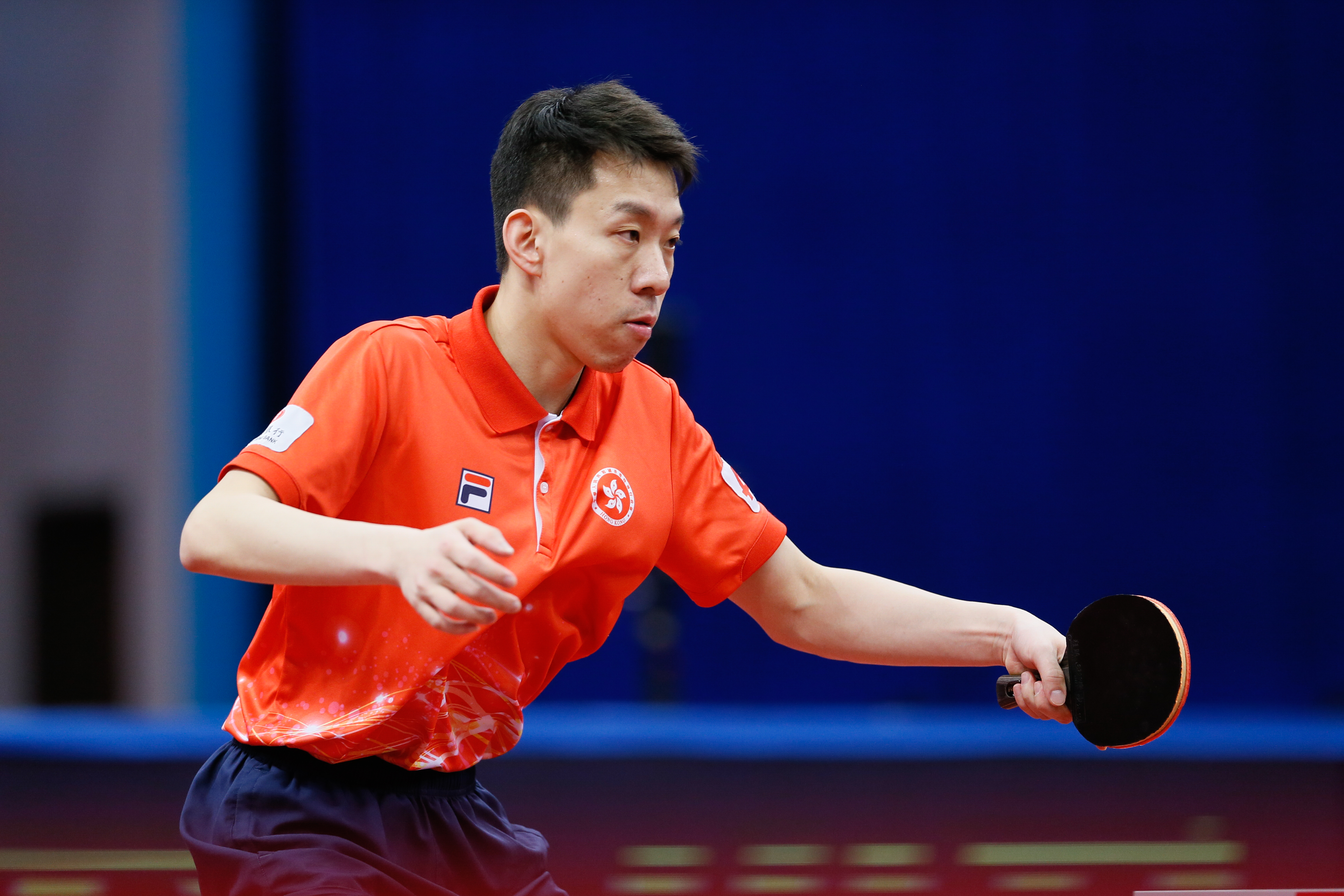
جیانگ تیانیی

جیانگ تیانیی (انگلیسی: Jiang Tianyi؛ زادهٔ ۲۸ فوریهٔ ۱۹۸۸) یک بازیکن تنیس روی میز اهل جمهوری خلق چین است. 
وی در مسابقات کشوری و بین‌المللی در مجموع برنده ۱ مدال نقره شده‌است.